# La esposa virgen
La esposa virgen é uma telenovela mexicana produzida por Salvador Mejía Alejandre para a Televisa e exibida pelo Canal de las Estrellas entre 18 de julho e 21 de outubro de 2005, substituindo La madrastra e sendo substituída por Alborada, em 69 capitulos de uma hora.
Original de Caridad Bravo Adams, a trama é inspirada na radionovela Tormenta de pasiones, produzida em 1965. 
A trama foi protagonizada por Adela Noriega, Jorge Salinas, Natalia Esperón e Sergio Sendel, com atuações estelares de César Évora e das primeiras atrizes Alma Muriel e Delia Casanova, antagonizada por Arleth Terán, Lilia Aragón e Roberto Ballesteros.

## Sinopse
Virginia Alfaro chega com seu irmão mais novo Diego ao povo de San Francisco de los Arenales, a fim de enterrar seu marido recém-falecido, o General Francisco Ortiz. O Capitão Fernando Ortiz, sobrinho do falecido, a acompanha, mas sente desprezo por acreditar que a viúva que se casou com seu tio por interesse. A recepção que o resto da cidade faz para Virginia não é a melhor, com excepção do Dr. José Guadalupe Serrano que a recebe gentilmente.
Virginia chega na propriedade de seu marido e descobre que está em muito mau estado. Só que tudo foi cuidadosamente planejado por Aurélia, mãe de Fernando, e Cristóbal deseja administrar a fortuna de Virginia que acabou de herdar a qualquer preço. Virginia atende Blanca e entre elas nasce uma grande amizade. Mas, sem querer, Virginia se apaixona por José Guadalupe, mas se recusa a aceitar seus sentimentos e não quer ferir Blanca que se tornou uma verdadeira amiga para ela.
Mas a jovem viúva terá de enfrentar outros problemas, tais como o perigo constante que representa Aurelia, que procura qualquer pretexto para tirá-la da propriedade e da cidade, e seu ódio de sua origem a extremos inimagináveis quando ele descobre que seu filho Fernando caiu no amor o recém-chegado. A isto se acrescenta a presença de Olga jovem egoísta e ambicioso que está apaixonada por José Guadalupe e procura destruir Virginia.

## Elenco
- Adela Noriega - Virginia Alfaro de Ortz
- Jorge Salinas - José Guadalupe Serrano
- Sergio Sendel - Fernando Ortiz Betancourt
- Natalia Esperón - Blanca de la Fuente
- Arleth Terán - Olga Barquín
- Lilia Aragón - Aurelia Betancourt viuda de Ortiz
- César Évora - Edmundo Rivadeneyra "El Loco Serenata"
- Roberto Ballesteros - Cristóbal
- Otto Sirgo - Dr. Misael Mendoza
- Delia Casanova - Clemencia
- Ignacio López Tarso - General Francisco Ortiz
- Alma Muriel - Mercedes
- Lourdes Munguía - Aída
- Carlos Cámara Jr. - Arturo Palacios
- Luis Bayardo - Sergio Valdez
- Arlette Pacheco - Soledad Rivadeneyra
- Eugenio Cobo - Padre Matías
- Martha Ofelia Galindo - Mariana
- Luis Uribe - Dr. Garcia
- Alejandro Ruiz - Loreto Arriaga
- Oscar Traven - Rolando Palacios
- Hilda Aguirre - Raquela Palacios
- Juan Ignacio Aranda - Dante
- Sebastián - Diego Alfaro
- Kendra Santacruz - Marisol Cruz de la Fuente
- Fátima Torre - Olivia Palacios
- Odemaris Ruiz - Susana Palacios
- Alberto Salaberry - Fabián
- Daniel Gauvry - Paulino
- Bárbara Gómez - Hechiera
- Antonio Brenán -  Gael
- Jorge Brenán - Gabriel
- Rubén Morales - Efrén Barquín
- José Antonio Ferral - Tomás
- Benjamín Rivero - Efraín
- Rocío Valenti - Margarita
- Claudia Ortega - Adelina
- Alfredo Alfonso - Acosta
- Eduardo Noriega - Notario
- Alejandra Barros - Cecilia

## Exibição
Durante duas semanas dividiu o horário com os últimos capítulos de La madrasta.
Foi reprisada pelo TLNovelas entre 13 de outubro de 2008 e 9 de janeiro de 2009.
Foi novamente reprisada pelo TLNovelas de 24 de junho a 9 de agosto de 2019, substituindo La dueña e sendo substituída por Laberintos de pasión.

## Audiência
A trama obteve média geral de 24 pontos. 

## Equipe de Produção
- Original de: Liliana Abud
- Baseada em uma radionovela de: Caridad Bravo Adams
- Livreto: Jorge Lozano Soriano
- Adaptação: Julián Aguilar
- Edição literária: Dolores Ortega y Juan Carlos Tejeda
- Cenografia: Selene G. Rodas
- Ambientação: Angélica Serafín García
- Figurinos: Ileana Pensado y Silvia Terán
- Chefe de reparto: Jaime Everardo
- Chefes de produção: Beatriz de Anda y Gabriela Gutiérrez
- Tema principal: "Que voy a hacer con mi amor"
- Autores: Luis Carlos Monroy, Raúl Ornelas
- Intérprete: Alejandro Fernández
- Música original: Jorge Avendaño
- Coordenação de musicalização: Luis Alberto Diazayas
- Edição: Adrián Frutos Maza, Marco A. Rocha
- Direção de cameras em locação: Jesús Nájera Saro
- Diretor de cena adjunto: Alberto Díaz
- Coordenação geral: Aarón Gutiérrez y Laura Mezta
- Direção de cameras: Jesús Acuña Lee
- Direção de cena: Miguel Córcega y Edgar Ramírez
- Produtor executivo: Salvador Mejía Alejandre

## Prêmios e Indicações

### Premios TVyNovelas 2006
| Categoria                 | Nomeado         | Resultado |
| ------------------------- | --------------- | --------- |
| Melhor Telenovela         | Salvador Mejía  | Indicado  |
| Melhor Atriz Protagonista | Adela Noriega   | Indicado  |
| Melhor Atriz Antagônica   | Lilia Aragón    | Indicado  |
| Melhor Primeira Atriz     | Delia Casanova  | Venceu    |
| Melhor Primeiro Ator      | Luis Bayardo    | Indicado  |
| Melhor atriz coadjuvante  | Natalia Esperón | Indicado  |
| Melhor ator coadjuvante   | César Évora     | Indicado  |
| Melhor atuação infantil   | Sebastián       | Indicado  |